# سرعين الفوقا
سرعين الفوقا هي واحدة من قرى قضاء بعلبك التابعة لمحافظة البقاع، إحدى التقسيمات الإدارية في محافظة بعلبك الهرمل. 

## الموقع والخصائص
تقع بلدة سرعين الفوقا في قضاء بعلبك - محافظة البقاع وتحديدًا في وسط شرق سهل البقاع، تعلو سرعين عن سطح البحر 1100 م. وتبعد عن العاصمة بيروت حوالي 70 كم عبر زحلة - بعلبك - طليا- سرعين التحتا، تحدها شرقا" بلدة النبي شيت، وغربا بلدة بدنايل. يعود تاريخ سرعين إلى ما يزيد عن الف عام وقد كانت سرعين حتي نهاية الحقبة الإسلامية بلدة واحدة يقطنها السكان من الشيعة والموارنة والملكيين الكاثوليك، وفي عهد الانتداب تم تقسيمها إلي وحدتين، سرعين التحتا وسكانها موارنة وملكيين كاثوليك، وسرعين الفوقا ويسكنها مسلمون شيعة وبعض الأسر المسيحية، وسرعين الفوقا تقسم بدورها إلي حارتين هما: سرعين الفوقا غربي وسرعين الفوقا شرقي. كما ويوجد في سرعين أراضي زراعية كثيرة تعرف باسم سهل سرعين، تبعد سرعين عن مدينة الشمس (بعلبك) مسافة 21 كلم.

## التسمية والآثار
يرجح أن يكون الاسم (سرعين) من أصلٍ آرامي ويتكون من مقطعيين بمعني "سيد الينابيع" ويدعم ذلك وجود نبع مياه في أرض البلدة يعرف حتي اليوم بنهر سرعين، في حين فسر البعض الاسم بمعنى " الأرض المشققة والمخددة"، ويقترح البعض الآخر أن الاسم تحريف لكلمة "مزارعون"، أما عن الآثار الموجودة في سرعين فالبلدة تحتفظ بالعديد من المغاور والنواويس المنحتوتة في الصخر ، وفي سرعين ايضًا بعض الاثار التي تعود إلى ما قبل حقبة الميلاد وقد وجد اثار لقطع معدنية اثرية تعود للعصر الروماني والعربي الإسلامي لم تحفظ كما يجب.

## عائلاتها.
يقطن سرعين العديد من العائلات المسيحية، وكذلك عائلات عديدة من المسلمين الشيعة، مجموعهما أكثر من (300) عائلة من أمثال: شومان وهي أكبر عائلة في البلدة، شمعون، صليبا، عبدالله، لبوس، مبارك، هزيمة، الحاج حسيت، حرب، الحرفوش، حسن، الديراني، الموسوي، فخرالدين، المصري، لبس، شكر، الطفيلي، طالب، الخراط، طليس، يونس، دياب، مظلوم، زعيتر، الساحلي، إبراهيم،حمزة، حيدر، حميه،يحفوفي، شرفالدين.

## أهم معالم سرعين.
يوجد في سرعين الفوقا مقام البطحاء عتيقة الامام علي(ع) وقد شيّد هذا المقام بالتعاون بين الاهالي والخيريين وكما انه يوجد مقام يعرف بـــ (دعسة الناقة) نسبة لمرور الامام علي (ع) بناقته في تلك البقعة.
وفيها عدة مدارس رسمية وخاصة نذكر منها: مدرسة سرعين الرسمية.ثانوية العهد اللبنانية (خاصة)
ومدرسة ابن خلدون النصف مجانية .كما يوجد بها مكتبة ومركز للرعاية الصحية الأولية الذي أقامه برنامج ارت غولد لبنان التابع لبرنامج الأمم المتحدة الإنمائي.

## روابط خارجية
- تقرير مصور عن بلدة سرعين.
- موقع بلديات لبنان.